# 同路人 (迷你劇集)
《同路人》（英語：Fellow Travelers）是一部2023年上映的美國迷你影集，改編自2007年的同名小說。片集由马修·波莫和喬納森·拜利領銜主演男主角，於2023年10月29日在Showtime電視網上首播。

## 入圍獎項
第81屆金球獎 最佳有限劇集及電視電影
第81屆金球獎 最佳電視影集演出－有限劇集及電視電影類
- 馬修·波莫 – 《同路人》

## 外部連結
- 互联网电影数据库（IMDb）上《同路人》的资料（英文）